# Anthony Farquhar
Anthony Farquhar (ur. 6 września 1940 w Belfaście, zm. 18 listopada 2023 tamże) – irlandzki duchowny rzymskokatolicki, w latach 1983-2015 biskup pomocniczy Down-Connor.

## Życiorys
Święcenia kapłańskie przyjął 13 marca 1965. 6 kwietnia 1983 został mianowany biskupem pomocniczym Down-Connor ze stolicą tytularną Hermiana. Sakrę biskupią otrzymał 15 maja 1983. 3 grudnia 2015 przeszedł na emeryturę.